# Gyōji

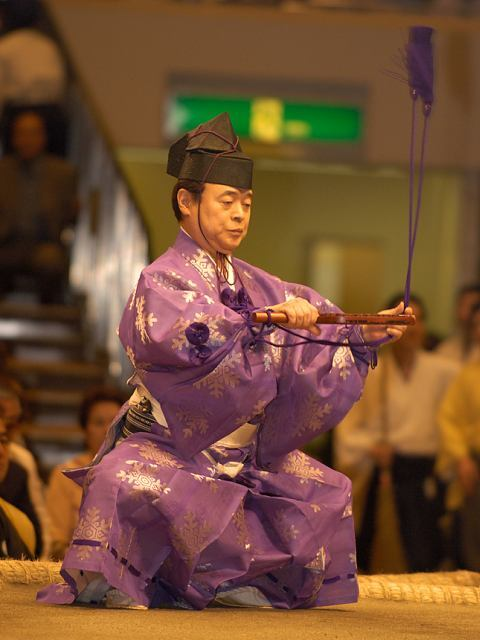
Un gyōji de sumo, en este caso el trigésimo tercer Kimura Shōnosuke usando la vestimenta tradicional de su rango.

Un gyōji (行司, literalmente "administrando cosas") es el árbitro empleado por la Asociación Japonesa de Sumo, responsable de una gran variedad de actividades relacionadas con la organización de dicho deporte en general y al arbitraje de los combates, además, este también se encarga de preservar la cultura dentro del sumo profesional, la cual esta profundamente ligada a las tradiciones sintoístas. Este esta sujeto a la misma jerarquía y apariencia tradicional que otras profesiones que gravitan el mundo del sumo profesional. El gyōji es uno de los elementos mas visibles en los torneos (honbasho), siendo la tercera persona en el dohyō (ring de combate) y a veces catalogado como una "parte esencial en el espectáculo del sumo".
Heredado de una tradición de arbitraje que se remonta al período Heian, el gyōji no asumiría su rol actual hasta la llegada de la era Tenshō a finales del siglo XVI. Al finalizar el siglo XVIII, a los gyōji le fueron encomendadas funciones religiosas las cuales realizan durante la consagración de las áreas de combate, ya sea antes de los torneos o en los heya (establos) a los cuales pertenecen. Las responsabilidades del gyōji también incluyen la redacción del banzuke, documento el cual define la promoción o degradación de los luchadores, y supervisar la selección de combates hechas por los toshiyori (ancianos) en cada día de torneo.

## Historia
El rol de árbitro en el sumo empezó mucho antes de la creación del título de gyōji. Durante el período Heian, la posición del árbitro no estaba muy bien definida, y además de los mismos luchadores, existían un número de oficiales responsables de supervisar los combates. Estos roles les eran otorgados a los guardias imperiales los cuales portarían el título de tachiawase (立合), un rango el cual comparte el mismo kanji y ortografía de tachi-ai. Estos oficiales, vestidos de arqueros y armados con arcos y flechas eran acompañados por un sustituto, el kazusashi (数刺し), el cual estaba vestido de la misma manera y se encargaba de llevar las puntuaciones. Un oficial, Shiga-no-Seirin (a veces escrito como Shigano Seirin o llamado Shiga Seirin), fue designado por el Emperador Shōmu y fundó el primer linaje hereditario de árbitros, además también le es acreditado el haber establecido los cuarenta y ocho kimarite (técnicas de sumo). Durante el mismo período, el término "gyōji" apareció por primera vez, pero el rol del personal portando este título, es decir, todos los cortesanos de sexto rango, fueron confinados a la organización administrativa y varias tareas relacionadas con las ceremonias de corte en los torneos de sumo. Al inicios del shogunato Kamakura, los gyōji aun no se encargaban de arbitrar los combates, esta tarea le fue dada a los sumo bugyō (相撲奉行), o "magistrados de sumo". Durante el período Muromachi, el término empezó a ser aplicado a los árbitros con rango de samurai, los cuales estaban envueltos en el arbitraje de los combates entre luchadores.
En 1570 (era Genki), sin embargo, Oda Nobunaga designó a dos guerreros de su séquito para el rol de gyōji y les dio la tarea de organizar los torneos de sumo del shogunato. Durante el shogunato Tokugawa, el sumo se volvió popular pero el shōgun, en un esfuerzo para moralizar a la sociedad, prohibió los torneos tradicionales organizados como parte de los festivales. En la medida que el deporte empezó a ser patrocinado por los daimyo (jefes locales), y con el objetivo de acabar con los conflictos que hubiesen llevado al shogunato a prohibir el sumo completamente, las familias de árbitros le enseñaron etiqueta, normas y técnicas a los rikishi (luchadores) de varios dominios. Con la incorporación del sintoísmo en las tradiciones del sumo durante el shogunato Tokugawa, el rol del gyōji adquirió una importancia mucho mayor, emergiendo como sacerdotes sustitutos. Como resultado, las licencias requeridas para ejercer el rol de árbitro se volvieron extremadamente valiosas, y para comienzos del siglo XVIII, dos familias se destacaron en el control legal de los gyōji: la Casa de Yoshida Tsukasa y la Casa de Gojō, ambas originarias de la larga tradición de jefes locales designando sus propios oficiales para entrenar a los luchadores patrocinados por su dominio.
Antes de la estandarización nacional de las organizaciones de sumo, el panorama del deporte estaba dividido entre diversas asociaciones esparcidas por todo el país, con las más grandes ubicadas en las ciudades de Edo, Kioto y Osaka. A finales del siglo XVIII, cerca de 1870, la Asociación de Sumo de Edo comenzó un largo período de dominación de la escena nacional del sumo. El clan Yoshida Tsukasa, el cual controlaba la observancia de la etiqueta en Edo, tomó ventaja de este incremento de popularidad para consolidar su autoridad sobre las líneas hereditarias de árbitros, conllevando al reconocimiento de únicamente las tradiciones de árbitros provenientes esta familia, continuado hasta la actualidad. A mediados del período Edo, el rol del gyōji se impuso y empezó a tomar la forma que tiene hoy en día, con el uso del gunbai (abanico de guerra) y el kimono ceremonial.

## Carrera y rangos

### Nombres de ring
Al igual que los luchadores y la gran mayoría de los profesionales involucrados en el sumo profesional, el gyōji no ejerce su rol usando su nombre real, sino un seudónimo similar al shikona, o nombre de ring, usado por los luchadores. En tiempos modernos, todos los gyōji eligen un nombre ya sea de la familia Kimura (木村) o Shikimori (式守) como su nombre profesional, dependiendo de la tradición a la cual los reclutas se quieran unir. Dentro de estas dos familias, los nombres de los dos miembros con rango más alto nunca cambian y los dos gyōji en la máxima posición son siempre llamados Shikimori Inosuke (式守 伊之助), en el caso del tate-gyōji, y Kimura Shōnosuke (木村 庄之助), su señor.
Tras el aumento de popularidad e importancia del sumo durante el período Edo, muchas líneas hereditarias de árbitros fueron codificadas, y algunas obtuvieron el patrocinio de la Casa de Yoshida Tsukasa. Al rededor de 1770, varios linajes existieron simultáneamente y oficiaron eventos a través de todo Japón bajo la influencia de Yoshida, como por ejemplo Iwai Sauma en Kioto, Shakushi Ichigaku en Osaka, Hattori Shikiemon en Higo y Suminoe Shikikuro en Nagasaki. Entre 1726 y 1729, los árbitros de nombre Kimura Shōnosuke y Shikimori Godaiyū (式守 五大夫) obtuvieron el patrocinio de Yoshida y empezaron a trabajar como árbitros en la Asociación de Sumo de Edo. De acuerdo con un árbol genealógico elaborado por el sexto Shōnosuke durante la era Meiwa, el nombre Kimura Shōnosuke fue adoptado originalmente durante la era Kan'ei por Nakadachi Uzaemon, un vasallo del clan Sanada, el cual fue líder de tercera generación en una línea hereditaria de árbitros. Los Shikimori, sin embargo, descienden de una línea diferente, fundada por un exluchador que se convirtió en maestro/anciano bajo el nombre de Isenoumi Godaiyū. Este luego cambió su nombre a Shikimori Godaiyū y fundó su propia línea de árbitros. Entre 1765 y 1774, uno de sus descendientes, de nombre Shikimori Inosuke, se estableció como un figura prominente y fue designado como uno de los árbitros con mayor posición, secundado solo por Kimura Shōnosuke; tomando de facto el liderazgo en su línea.
Hoy en día, el linaje de árbitros esta casi extinto, con excepción de las familias Kimura y Shikimori los cuales portan los nombres de las dos líneas mas poderosas de árbitros en dejar un marca desde mediados del siglo XVIII. Los gyōji actuales deben elegir pertenecer a una de estas dos líneas.
Los seudónimos de los gyōji pueden estar influenciados por las tradiciones de los establos. Las dos familias no son iguales; sus líderes, por ejemplo, no tienen los mismos rangos, un Kimura es considerado aún como de mayor posición en comparación a un Shikimori. La familia Kimura es también mucho más grande, con casi el doble de miembros que los Shikimori. En algún tiempo atrás, todavía existían lazos sanguíneos entre los miembros de estas familias, pero hoy en día la relación entre ellas es mayormente jerárquica, con los gyōji cambiando de familia en la medida que estos van subiendo de rango, sobre todo cuando llegan a las máximas posiciones de la jerarquía. De este modo, el árbitro de nombre Shikimori Inosuke, líder de los Shikimori, tomará el nombre de Kimura Shōnosuke, y por ende cambiará de familia si este último se retira. Otros ejemplos de promoción en la otra familia incluyen al trigésimo octavo Kimura Shōnosuke el cual se cambió de la familia Kimura a la familia Shikimori cuando este renunció al nombre Kimura Waichirō (木村 和一郎) para convertirse en el undécimo Shikimori Kandayū (式守 勘太夫) tras su promoción a los rangos del san'yaku en 2012. El cuadragésimo tercer Shikimori Inosuke ha permanecido en la familia Kimura desde su estreno como gyōji en septiembre de 1979 hasta su promoción a tate-gyōji en enero de 2025.
En la medida que los gyōji van subiendo de rango y empiezan a oficiar eventos en divisiones mas altas, estos pueden cambiar su primer nombre al de un gyōji anterior, asumiendo así un nombre mas prestigioso, a menudo parte de un larga tradición. Por ejemplo, el nombre Shikimori Kandayū ha sido heredado por más de doscientos años. Otras tradiciones pueden, por el contrario, incentivar al árbitro a mantener su nombre o a obtener uno relacionado con su establo.
Cada linaje de árbitros tiene sus propias tradiciones, una de las más notables es la manera en la que se usa el gunbai para apuntar en una dirección y así determinar el ganador del combate: los árbitros de Kimura mantienen la parte trasera de la muñeca hacia arriba mientras que los de Shikimori mantienen la palma abierta hacia arriba.

### Sistema de promoción
La cantidad máxima de gyōji permitidos en la Asociación Japonesa de Sumo es de cuarenta y cinco. Para enero de 2024, hay un total de cuarenta y tres gyōji activos dentro de la asociación. Al igual que los yobidashi, los gyōji son empleados directos de la asociación pero a la vez deben estar afiliados a un establo como es el caso de los rikishi (luchadores). Los nuevos reclutas no necesitan cumplir con ningún requerimiento de estatura o peso e incluso, a veces, se da a entender que los gyōji de menor estatura, por razones estéticas, son mejores, ya que crea un buen contraste con los luchadores, los cuales son altos y grandes. Varios gyōji han sido exluchadores que no pudieron alcanzar el nivel profesional y que luego decidieron cambiar de carrera. Antes de 1972, los gyōji empezaban su entrenamiento a la edad de seis o siete años para luego convertirse en árbitros de verdad cerca de los trece o catorce, mientras que a la vez que recibían una educación normal. Actualmente los reclutas empiezan su carrera a la edad de quince o dieciséis años después de graduarse de la escuela secundaria básica. Una vez dentro, el gyōji entonces empezará a recorrer una largo ascenso dentro de las divisiones del sumo profesional hasta su retiro a la edad de sesenta y cinco años. El sistema de clasificación actual consiste en los siguientes ocho rangos, listados en orden descendente:
- tate-gyōji (立行司)
- san'yaku-gyōji (三役行司)
- makuuchi-gyōji (幕内行司)
- jūryō-gyōji (十両行司)
- makushita-gyōji (幕下行司)
- sandanme-gyōji (三段目行司)
- jonidan-gyōji (序二段行司)
- jonokuchi-gyōji (序ノ口行司)

Las promociones son decididas una vez al año en las reuniones de organización del banzuke (lista de clasificación), llevadas a cabo después del torneo de septiembre y luego son dadas a inicios del próximo año, en enero. Las promociones solían ser dadas más que todo por la antigüedad del gyōji en la asociación, pero desde 1972 en adelante, se empezaron a tomar en consideración las cualidades del árbitro como tal, como por ejemplo su habilidad para juzgar los combates, el tono y el poder de su voz al dar los anuncios y también su ética de trabajo. Otras cualidades también son tomadas en cuenta como las habilidades caligráficas, la velocidad y habilidad para manejarse en el ring y el liderazgo a la hora de lidiar con decisiones complejas. Por otro lado, la acumulación de decisiones invalidadas puede obstaculizar el ascenso de rango. Esta penalización, sin embargo, es la consecuencia mas grave que un gyōji puede sufrir, ya que estos no pueden ser degradados. La cantidad máxima de gyōji con rango de sekitori (jūryō y más arriba) es entre veinte y veintidós. Hasta 1960, no existía un edad de retiro obligatoria y los gyōji de más alto rango por lo general ejercían su cargo hasta que se enfermaban o fallecían. La cadena de ascenso estuvo tan estancada durante un tiempo que incluso surgió un rumor que decía que los nuevos gyōji se alegraban cuando fallecían los más viejos de la jerarquía. Hoy en día, las promociones siguen siendo muy lentas pero al menos ya están aseguradas y algunos gyōji pueden ser incluso igual de populares que los mismos luchadores.
Los nuevos gyōji evolucionan bajo la tutela de uno de mayor rango. A diferencia de los luchadores, los gyōji no asisten a una escuela durante su entrenamiento inicial, si no que estos reciben todos sus conocimientos del oficial al cual fueron asignados. Usualmente a un gyōji le toma al rededor de quince años ascender hasta los rangos del jūryō. Luego le toma otros quince años para poder llegar a oficiar los combates del makuuchi. El tate-gyōji (el segundo con más rango), a menudo tiene cerca de cuarenta y cincuenta años de experiencia en su carrera. Hay algunas excepciones, como por ejemplo el vigésimo séptimo Kimura Shōnosuke el cual fue promovido a Shikimori Inosuke a la edad de cuarenta y ocho años en 1973, convirtiéndolo en el tate-gyōji más joven en la historia del sumo. A medida que los árbitros son promovidos, la cantidad de combates que estos pueden oficiar se reduce. Los gyōji mas jóvenes pueden arbitrar hasta diez combates por día, mientras que los más viejos, a lo mucho, solo dos. En lo más alto de la jerarquía, el tate-gyōji, solo arbitra un combate.
Comparado con otras profesiones fuera del sumo profesional, o comparado con los salarios de los luchadores, la cantidad de dinero que recibe un gyōji es poca, pero sigue siendo mucho mayor que el salario de un yobidashi. Los gyōji de más alto rango reciben al rededor de ¥400 y ¥500 mil yenes (equivalentes a $3320 dólares o €2487 euros para noviembre de 2023). El salario básico de un gyōji del makushita es de entre ¥42 mil ($281 o €258) y ¥100 mil yenes ($669 o €615). Al igual que los luchadores, los gyōji reciben bonos después de cada torneo.
Antes de julio de 1993, el gyōji era el único profesional del sumo (retirado o activo), además de los luchadores, en aparecer en el banzuke (lista de clasificación en el sumo). Desde entonces, el yobidashi de más alto rango también ha sido incluido automáticamente en el banzuke. Los nombres de los gyōji están listados en la columna vertical central por encima de los nombres de los jueces y debajo del gomenkōmuru (蒙御免) y la fecha y lugar de los torneos.
Los gyōji, al igual que los luchadores, le son negadas ciertas libertades hasta que alcancen un cierto rango, esto es requerido para, por ejemplo, vivir en el establo al cual pertenecen. Sin embargo, a diferencia de los luchadores, los cuales tienen la opción de vivir donde quieran una vez hayan alcanzado el rango de jūryō, los gyōji pueden mudarse una vez que hayan alcanzado el rango de sandanme. Aquellos gyōji que hayan alcanzado el estatus de sekitori le son asignados un tsukebito (asistente personal) del mismo modo que a los luchadores de más alto rango. Estos asistentes deben ser ya sea nuevos árbitros o luchadores de rangos bajos, estos últimos son considerados de mala suerte debido a una superstición en el mundo del sumo que dice un luchador el cual sirve a un gyōji no tendrá jamás una carrera exitosa. El tate-gyōji pueden tener hasta un máximo de dos asistentes, mientras que los árbitros por debajo de su rango tienen solo uno. Los gyōji mas altos en la jerarquía suelen utilizar un akeni (明荷), una caja de bambú y washi que data del período Edo, y el cual sirve como equipaje para transportar sus objetos personales. Los nombres de los tate-gyōji también aparecen en los banderines nobori colocados en la entrada de la arena en la cual se va a realizar el torneo. En el pasado, los gyōji retirados que lograban asegurar una posición de anciano (seudónimo de los ejecutivos que forman parte del gabinete de la Asociación Japonesa de Sumo) podían optar permanecer dentro de la organización, sin embargo, esta práctica ya no esta permitida.

#### Actualestate-gyōji
Para el torneo de enero de 2025, hay dos tate-gyōji:
- Trigésimo noveno Kimura Shōnosuke (perteneciente al heya Kokonoe), cuyo nombre real es: Yūji Horasawa, desde septiembre de 2024. Este fue promovido al segundo rango de tate-gyōji como el Cuadragésimo segundo Shikimori Inosuke antes de ser elevado en enero de 2025 a Kimura Shōnosuke.[42][43]
- Cuadragésimo tercer Shikimori Inosuke (perteneciente al heya Kasugano), cuyo nombre real es: Yoshimitsu Morita, desde enero de 2025.[43]

Actuales san'yaku-gyōji
- Kimura Kōnosuke (perteneciente al heya Kokonoe), cuyo nombre real es: Toshiaki Kojima, desde enero de 2019.
- Kimura Hisanosuke (perteneciente al heya Ōshima), cuyo nombre real es: Toshikazu Hata, desde enero de 2014.
- Décimo segundo Shikimori Kandayū (perteneciente al heya Asahiyama), cuyo nombre real es: Hiroshi Kikuchi, desde enero de 2025.[43]

### Vestimenta tradicional
En el ring, los gyōji visten trajes ceremoniales elaborados llamados shōzoku o hitatare, convirtiéndolos en un "elemento extravagante del espectáculo de sumo". El kimono utilizado por el gyōji es a menudo un regalo de sus patrocinadores. Este imita a la vestimenta utilizada por los oficiales con rango de samurai los cuales organizaban eventos de caza durante el período Muromachi, o, el estilo de vestimenta de la corte durante el período Heian.
El traje ha atravesado una serie de cambios hasta llegar a su forma actual. Durante el período Edo, el gyōji solía vestir un kamishimo de lino, es decir, un kimono sin mangas con las hombreras exageradas, llamado asagamishimo (麻裃). En mayo de 1910, la Asociación de Sumo de Tokio tomó la decisión de cambiar la vestimenta los árbitros profesionales a la versión que se usa actualmente. Sin embargo, la tradición de utilizar los trajes del período Edo es aun preservada en los torneos regionales tradicionales, particularmente en las Islas Oki. Con el edicto Dampatsurei de 1871, los árbitros no pudieron mantener su chonmage, y una de las razones por la cual se adoptó la nueva vestimenta fue para ocultar el estilo de cabello de los árbitros con un gorro. Este gorro, utilizado junto al resto de la vestimenta, lleva el nombre de eboshi (烏帽子). El accesorio es de color negro lacado inspirado en los gorros utilizados por los cortesanos en el Japón feudal pero confeccionado de manera que se parezca a los gorros de los sacerdotes sintoístas. Para agregarle un poco más de color a este accesorio, algunos gyōji reemplazan los cordeles oscuros del eboshi con unos mas llamativos. Cada traje utilizado por los gyōji del jūryō (o más arriba) es tan costoso como un keshō-mawashi usado por un luchador del mismo rango en las ceremonias de entrada al ring. Cada gyōji puede elegir el color y el diseño de su kimono, pero solamente al tate-gyōji se le es permitido utilizar el color púrpura, ya que este representa su rango. En invierno, los gyōji tienden a usar colores mas oscuros que los utilizados en meses de verano. A pesar de que los gyōji suelen utilizar diseños tradicionales en sus trajes como los kamon, en octubre de 2021, la Asociación Japonesa de Sumo formó una alianza con The Pokemon Company para celebrar el veinticinco aniversario de Pokémon Rojo y Azul, por lo que desde el torneo de enero de 2022, los gyōji pueden ser vistos utilizando trajes con diseños de pokebola.
Todas las vestimentas solían incorporar un número de rosetas, llamadas kikutoji, y también algunas borlas, llamadas fusa. Estos ornamentos varían de color para así indicar el rango del gyōji. A diferencia del yobidashi, cuyo uniforme es igual para todos los rangos, cada atuendo de gyōji esta diseñado para reflejar un rango y además incluyen accesorios específicos que también varían según el mismo. Con cada promoción, el gyōji ira cambiando a vestimentas mas elaboradas y los pequeños cambios continuarán en la medida que este suba en la jerarquía. Desde 1960, los gyōji que han alcanzado el rango de jūryō utilizan varios pares de tabi por torneo. Estos calcetines, diseñados originalmente para caminar sobre esteras de tatami y no sobre la superficie arenosa del dohyō, se desgastan rápidamente después de un día de combates. Los gyōji que son promovidos al rango de san'yaku suelen utilizar un inrō en el lado derecho de su cinturón. Los dos gyōji de más alto rango portan un tantō (daga ceremonial) el cual es visible en el lado izquierdo de su cinturón. Esto se supone que representa la seriedad de las decisiones que tienen que tomar a la hora de determinar el resultado de un combate, y la preparación simbólica para cometer seppuku en caso de cometer un error. Otro rumor dice que el árbitro porta esta daga para defender su veredicto de cualquier luchador o espectador que quiera cuestionar violentamente su decisión. Esto fue notable durante un combate en Osaka en el período Edo, cuando un tate-gyōji local de nombre Iwai Dannosuke (岩井 団之助) tuvo que defenderse contra un toshiyori agresivo el cual estaba descontento porque su luchador había sido declarado perdedor.
A medida que su carrera progresa, los gyōji incorporan elementos a sus vestimentas tales como los siguientes:
| Rango           | Rango             | Vestimenta y tela                            | Kikutoji y fusa | Calzado                                               | Objeto ceremonial |
| --------------- | ----------------- | -------------------------------------------- | --------------- | ----------------------------------------------------- | ----------------- |
| Tate- gyōji     | Kimura Shōnosuke  | Seda gruesa (invierno) Lino delgado (verano) | Índigo          | Calcetines tabi y sandalias zōri                      | Daga tantō e inrō |
| Tate- gyōji     | Shikimori Inosuke | Seda gruesa (invierno) Lino delgado (verano) | Índigo y blanco | Calcetines tabi y sandalias zōri                      | Daga tantō e inrō |
| San'yaku-gyōji  | San'yaku-gyōji    | Seda gruesa (invierno) Lino delgado (verano) | Bermellón       | Calcetines tabi y sandalias zōri                      | Inrō              |
| Makuuchi-gyōji  | Makuuchi-gyōji    | Seda gruesa (invierno) Lino delgado (verano) | Rojo y blanco   | Calcetines tabi                                       | Nada              |
| Jūryō-gyōji     | Jūryō-gyōji       | Seda gruesa (invierno) Lino delgado (verano) | Verde y blanco  | Calcetines tabi                                       | Nada              |
| Makushita-gyōji | Makushita-gyōji   | Algodón                                      | Verde           | Descalzo con el kimono arremangado hasta las rodillas | Nada              |
| Sandanme-gyōji  |                   | Algodón                                      | Verde           | Descalzo con el kimono arremangado hasta las rodillas | Nada              |
| Jonidan-gyōji   | Jonidan-gyōji     | Algodón                                      | Negro           | Descalzo con el kimono arremangado hasta las rodillas | Nada              |
| Jonokuchi-gyōji |                   | Algodón                                      | Negro           | Descalzo con el kimono arremangado hasta las rodillas | Nada              |

Para acompañar sus vestimentas, cada gyōji carga con un gunbai, un abanico de guerra hecho de madera similar al utilizado por los generales japoneses para liderar a sus tropas. No existen reglas que dictaminen el material o la forma que un gunbai debe tener. El primer gunbai que utiliza un gyōji joven por lo general es recibido de su maestro gyōji o también del maestro del establo al cual pertenece. Cada gyōji tiene el suyo propio, y aquellos utilizados por los gyōji de más alto rango, están recubiertos con ornamentos de oro o plata. Algunos gunbai son pasados de generación en generación, en ocasiones utilizados solo por los gyōji que porten un nombre en específico. Este es el caso del gunbai del Kimura Shōnosuke, el cual ha sido pasado a sus sucesores por más de ciento sesenta años. El gunbai del Shikimori Kandayū también ha sido pasado de generación en generación desde Kandayū II en 1866.

## Responsabilidades

### Arbitrando un combate
La tarea principal y más obvia de un gyōji es la de arbitrar los combates entre los luchadores. El gyōji es considerado como la figura con mayor autoridad dentro del ring, y este nunca debe ser abucheado o cuestionado por los espectadores. Los veredictos del gyōji, sin embargo, pueden ser anulados por los jueces (shimpan), sentados al rededor del ring. Durante la era Meiji, Japón atravesó una serie de cambios los cuales impactaron la manera en la que tradicionalmente se celebran los torneos de sumo y también a la asociación. Durante el mismo período, Takasago Uragorō creo un movimiento de protesta para forzar a la asociación a adoptar medidas con el objetivo de mejorar la imagen de la organización, pero en particular quería que se cambiase la manera en la que se decidían los resultados de los combates, por lo que esto fue cambiado para que los shimpan fuesen los que tuviesen la decisión final, en vez de los gyōji.
Cada gyōji arbitra los combates de la división que le corresponde a su rango. Solo a los tate-gyōji se le es permitido arbitrar los combates de los yokozuna. En todos los enfrentamientos, se espera que el gyōji del resultado al instante, cualesquiera que sean las condiciones al final del combate. Acumular decisiones anuladas o erróneas tiene como consecuencia el estancamiento para conseguir un ascenso e incluso pude llevar a la reducción del salario. La única excepción son los torinaoshi (repetición del combate) los cuales no son contados como errores de arbitraje. Si un árbitro de alto rango ha acumulado demasiadas decisiones anuladas, se espera que este presente su renuncia al gabinete de directores de la Asociación Japonesa de Sumo. Sin embargo, renuncias son rechazadas regularmente. A nivel del makuuchi, los árbitros reciben una penalización si estos han acumulado nueve errores en un año, mientras que los del jūryō le son permitido diez. Para los demás rangos de la jerarquía (por debajo del jūryō), no hay penalizaciones de salario, pero las promociones se ven afectadas de todos modos.
En el ring, el gyōji sigue un protocolo muy específico antes de que comience el combate. El árbitro siempre supervisa los preparativos desde la esquina norte del ring, mirando hacia el sur. Después de que el yobidashi haya llamado a los luchadores al ring, el gyōji procederá a anunciar los nombres de ambos. En los días con número impar, el anuncio se hace de este a oeste, y los días de número par se hace al contrario. Es responsabilidad del gyōji supervisar a los luchadores cuando estos realizan su primera preparación mirándose mutuamente (el shikiri), durante el cual este se posiciona de cara al shikiri-sen, las dos líneas blancas en el centro del ring, y luego de lado con el gunbai levantado de perfil. Cuando el tiempo de preparación se ha acabado, el árbitro recibe una señal del juez a cargo a través del yobidashi. El gyōji, entonces, procede a colocar su gunbai recostado hacia él y mirando hacia el ring, señalándole a los luchadores que el combate debe empezar. El gyōji luego procede a coordinar la embestida inicial (o tachi-ai) entre los luchadores. Inmediatamente después de que los luchadores hayan iniciado el tachi-ai, y el gyōji lo haya aceptado, este empezará a arbitrar el combate. A pesar de que los luchadores son los que, en última instancia, determinan el punto exacto cuando empieza el tachi-ai, si estos dos no sincronizan sus respiraciones o si un luchador se mueve antes de poner sus manos en el suelo, el gyōji les notificará que deben esperar a que los dos estén listos o si no la embestida será nula. Si la embestida ha sido declarada nula, los luchadores deberán regresar a sus posiciones iniciales e intentar otro tachi-ai.
Los gritos o llamados que el gyōji utiliza dentro del ring son denominados kakegoe, y estos están codificados para que no se utilicen otros que puedan perturbar el evento.
Si el combate ha excedido los cuatro minutos y los luchadores no se han movido, el encargado del tiempo usualmente le indicará al gyōji que pida un mizu-iri, o descanso para tomar agua. El gyōji, entonces, le notifica a los luchadores para que salgan del ring, luego procede a marcar las posiciones exactas de las manos y los pies de ambos para luego volverlos a posicionar en el mismo lugar una vez el descanso se haya concluido. Tras eso, el gyōji vuelve a iniciar el combate otra vez golpeando simultáneamente la parte parte trasera del mawashi de los luchadores. A pesar de que no hay reglas estrictas que indiquen cuando un combate ha sido pausado, fue notable durante el torneo de noviembre de 2023, que un procedimiento inspirado por el árbitro del makuuchi Kimura Hisanosuke, el cual consistía en el uso de sal para marcar la posición de los pies de los luchadores, fue reutilizado al ser considerado elegante y efectivo. Adicionalmente, el gyōji puede pedir un descanso corto si necesita arreglarle el mawashi a un luchador. Para esto, el gyōji coloca el cordel del gunbai en su boca y lo balancea sobre su hombro para que cuelgue de su espalda, luego procede a reajustar el cinto. En el extraño caso de que un mawashi se caiga y exponga la desnudez de un luchador, se espera que el gyōji utilice su gunbai para cubrir el área expuesta. A veces, durante los combates mas agitados, el árbitro puede caerse fuera del ring o ser embestido por uno de los luchadores. Si el gyōji ha quedado incapacitado para dar un veredicto o entregar los premios, este es reemplazo por otro gyōji sentado al rededor del ring.

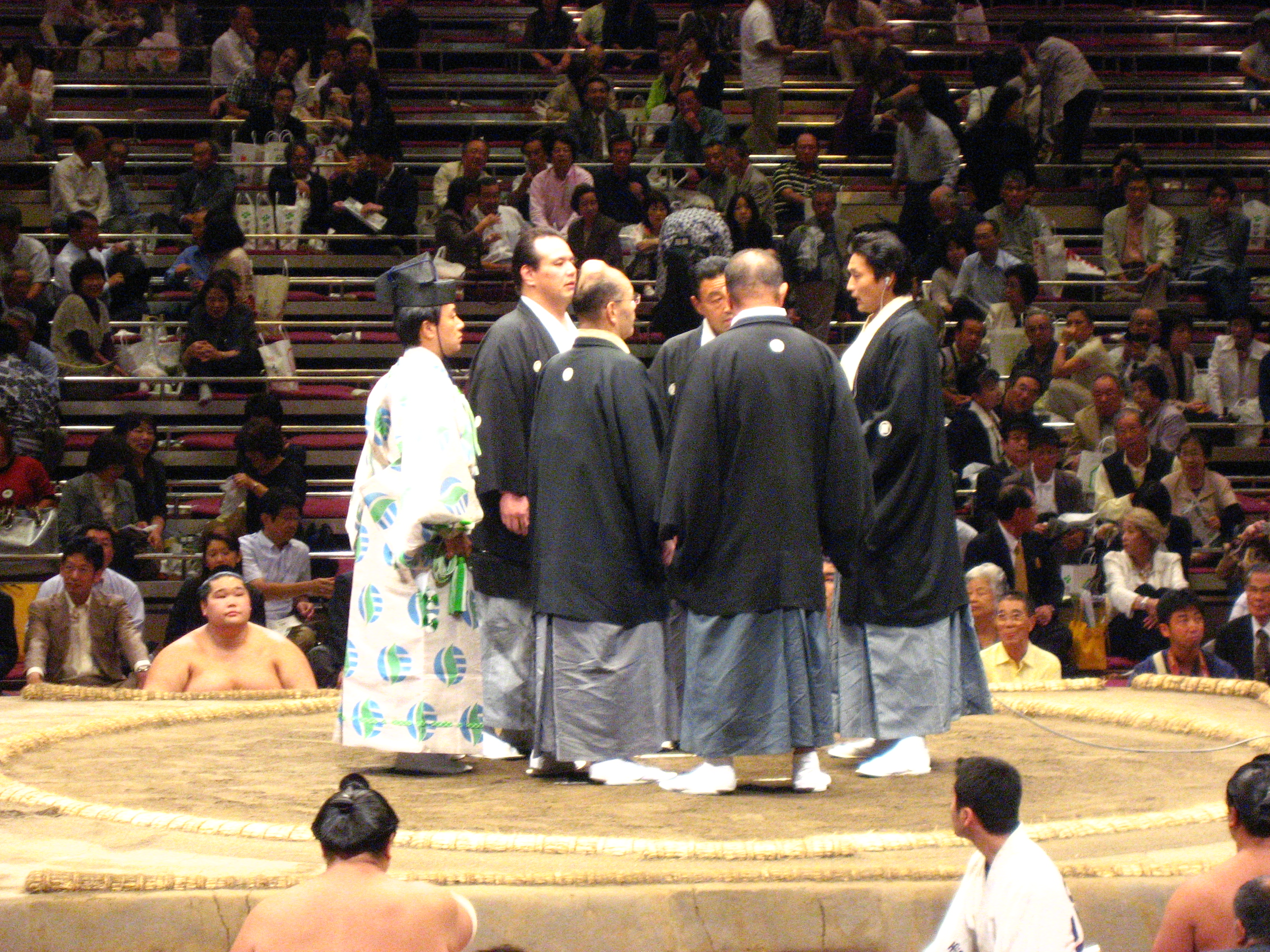
Una reunión mono-ii durante un combate del jūryō en 2008.

Cuando el gyōji considera que un luchador ha perdido, este termina el combate apuntando su gunbai hacia el lado del ganador. La decisión del gyōji con respecto al ganador del combate no es el veredicto final ya que este puede ser cuestionado por uno de los cinco shimpan (jueces) sentados al rededor del ring. Si estos han disputado el resultado, entonces se llama a una reunión mono-ii (literalmente, "hablar de cosas"), en el centro el ring. Los jueces se mantienen comunicados a través de un auricular con otros dos jueces ubicados en un sala de revisión por video. Una vez analizada la repetición instantánea, estos pueden confirmar la decisión del gyōji (gunbai-dōri, "decisión del gunbai"), anularla (sashichigae, "indicación errónea"), o ordenar una repetición del combate (torinaoshi). El gyōji no forma parte de la discusión durante el mono-ii a menos que los jueces lo llamen. Cuando se ha logrado un veredicto, el gyōji, apunta su gunbai otra vez hacia el lado del luchador ganador y anuncia su shikona, o nombre de ring, en voz clara y fuerte. Si el combate ha recibido algún patrocinio empresarial y se han colocado estandartes kenshō antes de comenzar el enfrentamiento, el gyōji traerá sobre su gunbai los sobres con dinero, los cuales son dados al ganador.

### Rol religioso
Además de arbitrar los combates, el gyōji también es responsable de otras tareas, entre ellas las que conciernen a las actividades religiosas en el deporte. Cuando un nuevo ring es construido, es responsabilidad del gyōji realizar el dohyō-matsuri (literalmente, "festival del ring"), o ceremonia de consagración del ring. Este ritual tiene como objetivo bendecir el espacio en el cual los luchadores van a combatir y entrenar. El día previo a un honbasho (torneo), la Asociación Japonesa de Sumo celebra una ceremonia religiosa en presencia de todos los ejecutivos y luchadores del san'yaku los cuales se sientan al rededor del ring. El mismo día, una ceremonia mas discreta es realizada en los rings de los establos por los árbitros de menor rango pertenecientes al mismo clan, en presencia del maestro de establo y los luchadores. Una versión simplificada de la ceremonia también es realizada durante las giras regionales (llamadas jungyō). Esta práctica, heredada del período Heian, fue restaurada por la Casa Yoshida en los años 1790.
El dohyō-matsuri es realizado por uno de los tate-gyōji y otros dos árbitros de alto rango, estos últimos sirviendo como asistentes llamados wakigyōji (脇行司). Los gyōji actúan como sacerdotes sintoístas al momento de hacer la ceremonia, la cual sigue las tradiciones y formas del sintoísmo. Los tres gyōji, vestidos de la misma manera que lo haría un kanuushi, utilizan túnicas blancas formales (llamadas hō), un gorro eboshi más grande, calcetines tabi y sandalias de paja. El tate-gyōji se distingue de entre los tres ya que este utiliza un color distinto debajo de su kimono y un kanmuri en vez de un eboshi. Todos los gyōji cargan consigo un instrumento de madera (llamado shaku) como símbolo de autoridad. En el dohyō, varios gohei (vara tradicional sintoísta) son colocados en soportes de madera en el centro del mismo.
Uno de los asistentes del tate-gyōji entra primero al ring y actúa como si estuviera en un santuario, siguiendo la etiqueta tradicional del sintoísmo. Este luego recita una oración y camina al rededor de las cuatro esquinas del cuadrilátero agitando un rama de árbol la cual funge como un ōnusa para los presentes, en un acto llamado kiyoharae (清秡). Tras esto, el tate-gyōji entonces procede a entrar en el ring y recita una oración. Esta oración a las tres deidades del sumo (Ame-no-Tajikarao, Takemikazuchi y Nomi no Sukune) y a los aspectos de las estaciones, es realizada para que haya buen clima a lo largo del torneo. Esta práctica fue heredada de la época cuando los torneos eran disputados al aire libre. A las deidades también se les pide que bendigan a todos los luchadores que participarán en los combates y que los mantengan seguros. Los asistentes entran por turno al ring y empiezan a distribuir los gohei desde el centro a cada una de las esquinas del cuadrilátero. Luego, el sake es vertido por los asistentes en las esquinas exteriores siguiendo la forma del tegatana de los luchadores (primero a la izquierda, después a la derecha y finalmente el centro). Después de que los asistentes se hayan bajado del ring, el tate-gyōji recita una oración llamada kojitsugonjō (故実言上).

Desde el principio, los cielos y la tierra se dividieron en yin y yang. Lo que es pesado y fangoso es el yin y está abajo; y se llama derrota [...]
Extracto del kojitsugonjō.

Colocados en un sanbō, varias ofrendas simbólicas son traídas al ring. Estas consisten de castañas secas, arroz lavado, alga marina, calamar seco, kombu y nueces de kaya las cuales son echadas en un hoyo en el centro del ring junto con un poco de sake. Luego, el tate-gyōji vierte sake en las cuatro esquinas interiores del cuadrilátero. El sake restante es ofrecido a los ejecutivos de la Asociación Japonesa de Sumo sentados al rededor del ring.
Después de finalizado un torneo, un gyōji cierra el evento con una ceremonia religiosa. Esta ceremonia, llamada kami okuri (神送り), o "ceremonia de bendición a los dioses", es realizada en el último día del torneo para devolver al cielo a los dioses que han descendido al ring. Un gyōji de bajo rango se parará en el centro del mismo sosteniendo un gohei para luego ser arrojado en el aire por luchadores de bajo rango.

### Presidiendo las ceremonias de entrada al ring
Los gyōji también lideran oficialmente las ceremonias de entrada al ring. Mas precisamente, la responsabilidad del gyōji es la de encabezar la fila de luchadores sekitori para así guiarlos hasta el dohyō desde el hanamichi, los dos caminos de este a oeste hacia el ring. Si el gyōji está ausente, normalmente los luchadores esperan a que los lleven al ring. El rango del gyōji es equivalente al rango de los luchadores que este encabeza. Cada gyōji que preside la ceremonia de entrada por lo general lo hace durante tres o cuatro torneos, rotándose con sus colegas del mismo rango.
El gyōji entra al ring de primero, lo rodea circularmente y luego se para en el medio. Los luchadores, en rango ascendente, lo siguen, y un gyōji a los pies del ring anuncia la prefectura de origen (o país, en caso de los luchadores extranjeros), el establo al cual pertenece y el shikona del luchador entrante al dohyō. Cuando el último luchador clasificado en lo más alto del jūryō o, en el caso de las divisiones makuuchi, el ōzeki, entra al ring, los luchadores realizan gestos ceremoniales de cara al centro del dohyō. El gyōji posicionado en el centro, agita la cuerda (fusa) de su gunbai en forma circular.
Durante la ceremonia de entrada del yokozuna, el gyōji también es responsable de guiar a los luchadores hacia el ring antes del tsuyuharai (el luchador que preside al yokozuna). Normalmente, los tate-gyōji presiden esta ceremonia. Si los tate-gyōji están ausentes, el árbitro encargado de presidir la ceremonia del yokozuna será un gyōji del san'yaku. El gyōji se coloca detrás del yokozuna, agitando la cuerda de su gunbai mientras el yokozuna realiza su ritual de entrada (shiranui o unryū).

### Redactando elbanzuke
Los gyōji también son responsables de la redacción del banzuke, la hoja de clasificación tradicional del sumo profesional, y esta tarea es iniciada mucho antes de que los rangos definitivos se hayan decidido. El gyōji actúa como un secretario en las reuniones de clasificación, las cuales tienen lugar tres días después de terminado cada torneo. Durante la reunión preparatoria, el gyōji funge solo como observador y no se le es permitido intervenir. Tres gyōji son responsables de registrar las decisiones con respecto a las promociones y las degradaciones, y su trabajo es luego utilizado como base para caligrafiar lo que público va a conocer.
El gyōji no comenzaría a redactar el banzuke hasta llegado el año 1944, antes de esta fecha este documento era elaborado por los ancianos de la Asociación Japonesa de Sumo o por los profesionales encargados de imprimirlo. Solamente dos o tres gyōji de alto rango están autorizados para redactar el banzuke, el cual luego será reproducido y usado en público. Este equipo, por lo general, está compuesto por un gyōji mayor (generalmente de rango san'yaku) y uno o dos asistentes. El de mayor rango usualmente es el que atiende a las reuniones de clasificación. Desde la Segunda Guerra Mundial, solamente ocho gyōji han sido responsables por la edición del banzuke. La tarea de redactar el banzuke se considera tan importante que las personas encargadas de hacer esto jamás acompañan a la asociación en las giras, si no que se quedan en la sede para que se puedan dedicar enteramente a este trabajo.
De acuerdo con las habilidades caligráficas del gyōji, la hoja de clasificación esta escrita a mano en un estilo llamado negishi-ryū (根岸流) o sumōmo-ji (相撲字). Este estilo de escritura es similar al desarrollado en el siglo XVIII para la elaboración de anuncios de obras de teatro kabuki. El nombre oficial del estilo, negishi-ryū, esta derivado del nombre de un impresor llamado Mikawa Jiemon el cual, en 1575, estuvo a cargo de la impresión del banzuke. Este luego se convirtió en un anciano dentro de la asociación bajo el nombre Negishi, dándole así nombre al estilo que solía utilizar para escribir. Los caracteres son escritos con letra gruesa y sin dejar espacios, lo cual tiene como objetivo representar la esperanza de que el torneo va a estar completamente lleno de personas. Otra interpretación acerca del tamaño de los caracteres es que estos imitan el físico imponente de los luchadores.
Antes de cada torneo principal, se necesitan de siete a diez días para escribir a mano el banzuke. Cada kanji es escrito con un pincel grueso sin la ayuda de un procesador de texto. Se espera que los gyōji escriban el banzuke con su mano derecha. El banzuke original es llamado motogaki (元書き). Esta es una gran hoja de papel de más o menos 1,10 metros (3 pies con 7 1⁄2 pulgadas) por 80 centímetros (2 pies con 7 1⁄2 pulgadas). El asistente luego dibuja el marco del futuro banzuke en una hoja de papel vacía, una operación que lleva dos días ya que todo es escrito a mano. En la parte inferior izquierda del motogaki, el gyōji de mayor rango escribe la frase Senshū banzai daidaikanō (千穐万歳大々叶), lo cual es un oración para la seguridad de los luchadores en el ring. La escritura comienza de abajo hacia arriba y de izquierda a derecha, para así ir de los rangos mas bajos hacia los más altos, culminando con el yokozuna. Hay una tradición en la cual el gyōji utiliza un pincel desgastado, el cual le fue dado por su maestro, para escribir los nombres de los luchadores de rango más bajo de forma extremadamente fina. En total, al rededor de ochocientos treinta caracteres son escritos a mano. Después de haber sido elaborado y revisado, el motogaki es enviado a la imprenta para que se realicen los fotograbados y la impresión en un formato cuatro veces mas pequeño que el original.
A pesar de que el banzuke es redactado por los gyōji de mayor rango, el ita-banzuke es redactado por los árbitros mas jóvenes. Después de que el banzuke ha sido presentado ante el público, dos o tres gyōji del makushita se reúnen para escribir los datos en una tabla de madera de 2 metros (6 pies con 6 1⁄2 pulgadas) de alto y 1,5 metros (4 pies con 11 pulgadas) de ancho la cual es colgada tradicionalmente en las entradas de las arenas de los torneos.

### Otras tareas
Sumado a las actividades de arbitraje, los gyōji también están divididos en departamentos dentro de la Asociación Japonesa de Sumo, del mismo modo que los ancianos. La distribución de los gyōji en estos departamentos depende de los tate-gyōji y de un comité de tres árbitros de alto rango (específicamente los actuales del makuuchi y san'yaku) los cuales son elegidos cada dos años por sus colegas.

Para los gyōji, existen tres departamentos con tareas muy específicas. El primer departamento es el wariba (割場), nombrado así por las habitaciones en el Kokugikan. Este departamento es responsable de registrar los resultados de los combates del día anterior en el pergamino maki (巻), preparándole el trabajo al departamento de jueces los cuales decidirán los enfrentamientos de los próximos combates. El segundo departamento al cual pertenecen los gyōji es el del los árbitros que se posicionan cerca del ring durante los combates para anunciar por micrófono la técnica (kimarite) que los luchadores han utilizado para ganar. Dado que se espera que todos los gyōji arbitren los combates en el ring, un equipo de diez gyōji se rota el micrófono entre ellos durante un día. En adición a esto, todos los gyōji anunciadores son de la región de Kantō, para así poder mantener un nivel de inteligibilidad al evitar los acentos. Si el árbitro que hace el anuncio no pudo ver bien la técnica utilizada, este contactará a la sala de revisión por video para confirmarla. El tercer departamento esta enteramente dedicado a la publicación de los resultados de los luchadores.

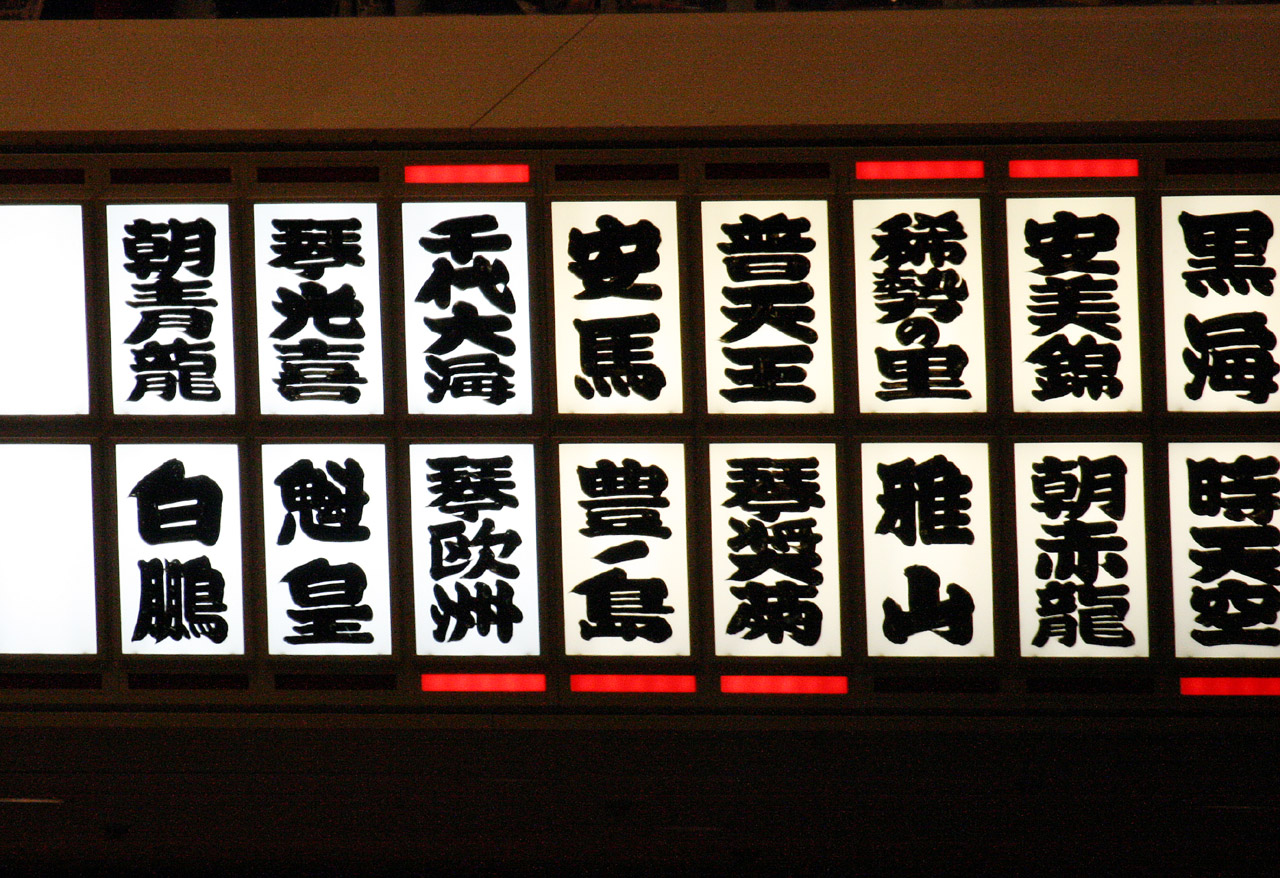
Las placas del marcador de puntos son escritas a mano por los gyōji.

Una vez que los enfrentamientos han sido decididos, es tarea de los gyōji el redactar las hojas (llamadas kaobure gonjō) que serán presentadas después de las ceremonias de entrada del makuuchi en los días de torneo.
Los gyōji también elaboran las placas que serán puestas en los marcadores de puntos electrónicos de las arenas, en un lámina de plástico rectangular. Las placas son cambiadas cuando un luchador cambia su shikona o cuando es promovido. Además, los gyōji también son responsables por la organización del material en las giras (llamadas jungyō). Esto es realizado con un año y medio de anticipación, e incluye la preparación de los itinerarios y el alojamiento.
Finalmente, como todos los gyōji están asociados a un establo de sumo durante toda su carrera, estos también realizan otras tareas individuales relacionadas con los establos como por ejemplo llevar a cabo actividades clericales.

## Controversias
En enero de 2018, el Cuadragésimo Shikimori Inosuke (cuyo nombre real es Itsuo Nōchi) fue suspendido durante tres torneos por haber acosado sexualmente a un árbitro joven. La Asociación Japonesa de Sumo aceptó su renuncia en mayo de 2018 cuando la suspensión finalizó.
Poco después del anuncio de los ascensos del banzuke para el Gran Torneo de Sumo de enero de 2024, el Sexto Kimura Tamajirō (del Heya Tatsunami) presentó sus papeles de retiro ante la asociación, finalizando así una carrera de cuarenta y siete años. El día anterior, su nombre no apareció dentro de la lista de los árbitros promovidos, a pesar de ser el segundo árbitro con mayor experiencia en ese momento y encontrarse a dos años del retiro. Sasaki Ichirō, un periodista especializado en sumo del periódico Nikkan Sports, compartió una nota informal en su cuenta de Twitter comentando que el disgusto del Sexto Kimura Tamajirō se debía a no ser ascendido al rango de tate-gyōji.
En enero de 2025, el gyōji del jūryō, Kimura Kankurō, fue suspendido para el torneo de marzo de 2025, y además su salario fue reducido después de que se descubriera que este había abusado físicamente a uno de sus aprendices durante el torneo de noviembre de 2024. Este ya había sido suspendido del torneo de enero a partir del octavo día, justo cuando la investigación fue llevada a cabo.

### Citas
1. ↑  Kenrick, 1969, p. 95.
2. 1 2 3 4 5 6  «行司». Shogakukan Nippon Encyclopedia (Nipponica) (en japonés). Consultado el 6 de noviembre de 2023 – vía Kotobank.
3. ↑  Cuyler, 1979, pp. 37-38.
4. ↑  Cuyler, 1979, p. 37.
5. ↑  Cuyler, 1979, p. 78.
6. ↑  Kuroda, Joe. «The First Yokozuna (Akashi Shiganosuke) – and the history of sumo's ultimate rank». Sumo FanMag (en inglés). p. 2. Consultado el 3 de noviembre de 2023.
7. 1 2 3 4  Cuyler, 1979, p. 73.
8. 1 2 3 4 5 6  Cuyler, 1979, p. 74.
9. ↑  Cuyler, 1979, p. 72.
10. 1 2 3 4  Kenrick, 1969, p. 110.
11. 1 2 3 4 5 6 7 8 9  Schilling, 1994, p. 46.
12. 1 2  Cuyler, 1979, p. 75.
13. ↑  «木村庄之助». Shogakukan Nippon Encyclopaedia (Nipponica) (en japonés). Consultado el 6 de noviembre de 2023 – vía Kotobank.
14. 1 2 3  «式守伊之助». Heibonsha Encyclopaedia (en japonés). Consultado el 6 de noviembre de 2023 – vía Kotobank.
15. 1 2 3 4  Cuyler, 1979, p. 167.
16. 1 2 3 4 5 6  Iizuka, Saki (7 de noviembre de 2020). «「大相撲の行司さんを目指したきっかけは？」「どうすればなれる？」現役の行司さんに聞いてみた». Number (en japonés). Archivado desde el original el 4 de julio de 2021. Consultado el 13 de noviembre de 2023.
17. 1 2 3 4 5 6  Hall, 1997, p. 101.
18. ↑  Schilling, 1994, p. 124.
19. ↑  Newton y Toff, 2000, p. 23.
20. ↑  «行司基本情報 - 木村 庄之助 立行司». Asociación Japonesa de Sumo (en japonés). Consultado el 11 de noviembre de 2023.
21. ↑  «行司基本情報 - 式守 伊之助 立行司». Asociación Japonesa de Sumo (en japonés). Consultado el 23 de diciembre de 2024.
22. ↑  Gunning, John (20 de noviembre de 2018). «Sumo 101: Gyōji». The Japan Times. Archivado desde el original el 5 de octubre de 2020. Consultado el 10 de noviembre de 2023. (requiere suscripción).
23. 1 2  Grand Sumo Highlights. «Sumopedia: What are the duties of gyoji». NHK. Archivado desde el original el 2 de septiembre de 2021. Consultado el 11 de noviembre de 2023.
24. ↑  «大相撲 行司は8階級、呼出は9階級あり定員は共に45人». News Post Seven (en japonés). 6 de marzo de 2017. Consultado el 7 de noviembre de 2023.
25. ↑  «Gyoji (Árbitros) Lista». Asociación Japonesa de Sumo. Consultado el 7 de noviembre de 2023.
26. 1 2 3 4 5 6 7 8 9  Newton y Toff, 2000, p. 22.
27. ↑  Kakuma, 1993, p. 44.
28. 1 2 3 4 5  Kenrick, 1969, p. 107.
29. 1 2 3 4 5 6 7  Schilling, 1994, p. 45.
30. 1 2 3 4 5 6 7 8 9 10 11  «行司なくして大相撲は成り立たない！土俵支える裏方"行司"とは». NHK (en japonés). 5 de julio de 2019. Consultado el 7 de noviembre de 2023.
31. 1 2 3  «【大相撲】行司の階級を徹底解説！昇進条件、給料なども». Dosukoi Sports Magazine (en japonés). 17 de junio de 2019. Consultado el 7 de noviembre de 2023.
32. ↑  Hall, 1997, p. 99.
33. ↑  «27代木村庄之助の熊谷宗吉さんが老衰で死去、97歳 行司生活55年». Nikkan Sports (en japonés). 27 de junio de 2023. Consultado el 11 de noviembre de 2023.
34. 1 2 3 4 5 6 7 8 9 10 11  Kenrick, 1969, p. 109.
35. ↑  Kenrick, 1969, p. 125.
36. 1 2 3  The Asahi Shimbun, ed. (24 de febrero de 2017). «出世するまで裸足・門限10時半…若手行司って超厳しい世界だった». Withnews (en japonés). Consultado el 11 de noviembre de 2023.
37. ↑  Kenrick, 1969, p. 126.
38. 1 2 3 4  Buckingham, 1994, p. 74.
39. 1 2  Koichi Kitade (17 de noviembre de 2019). «大相撲 "呼出し"のすべて». NHK (en japonés). Consultado el 23 de junio de 2023.
40. ↑  Gunning, John (20 de enero de 2019). «Sumo 101: Akeni». The Japan Times (en inglés). Consultado el 12 de octubre de 2024. (requiere suscripción).
41. ↑  Newton y Toff, 2000, p. 112.
42. ↑  «木村容堂が立行司「式守伊之助」に昇進内定 15年春場所以来９年半ぶりに庄之助と立行司が２人に». Nikkan Sports (en japonés). 1 de agosto de 2024. Consultado el 2 de agosto de 2024.
43. 1 2 3  «来年初場所から再び木村庄之助、式守伊之助の立行司２人体制 現伊之助と庄太郞の昇進決定». Nikkan Sports (en japonés). 26 de septiembre de 2024. Consultado el 26 de septiembre de 2024.
44. 1 2 3 4 5 6 7  Newton y Toff, 2000, p. 46.
45. 1 2 3  Kenrick, 1969, p. 108.
46. 1 2 3 4  «過去の展示 - 行司装束». Museo del Sumo (en japonés). Consultado el 9 de noviembre de 2023.
47. ↑  Kodama, Michiko. «The Classical Sumo of Oki: A Unique Tradition of Cultural and Ritual Sumo». Sumo FanMag. Consultado el 9 de noviembre de 2023.
48. 1 2  Cuyler, 1979, p. 166.
49. ↑  «ポケモンの行司装束も 大相撲初場所、９日初日». Sankei Shimbun (en japonés). 7 de enero de 2022. Consultado el 9 de noviembre de 2023.
50. ↑  «大相撲とポケモンが異色タッグ 懸賞旗から行事の装束まで». Mainichi Shimbun. 11 de enero de 2022. Archivado desde el original el 11 de enero de 2022. Consultado el 30 de noviembre de 2023. (requiere suscripción).
51. ↑  «ポケモン紋様の装束も！ 木村容堂さんに聞く、大相撲「行司」の世界・後編». Waraku (revista) (en japonés). Shogakukan. 27 de febrero de 2024. Consultado el 25 de mayo de 2024.
52. ↑  Newton y Toff, 2000, p. 134.
53. ↑  Cuyler, 1979, p. 123.
54. ↑  «【ベテラン記者コラム（２２７）】木村玉治郎の３度の「待った」に行司の「陶冶」を思う». Sankei Sports (en japonés). 9 de diciembre de 2021. Consultado el 10 de noviembre de 2023.
55. ↑  Kenrick, 1969, pp. 44-45.
56. 1 2  Nema, 2011, p. 49.
57. ↑  «157年前の軍配で式守勘太夫が裁いた 慶応2年からの譲り団扇に込められたロマン». Nikkan Sports (en japonés). 13 de enero de 2023. Consultado el 11 de noviembre de 2023.
58. ↑  Kenrick, 1969, p. 106.
59. 1 2  Hall, 1997, p. 14.
60. ↑  Cuyler, 1979, p. 173.
61. ↑  Cuyler, 1979, p. 172.
62. 1 2 3 4 5 6  Cuyler, 1979, p. 175.
63. ↑  Cuyler, 1979, p. 174.
64. ↑  Hall, 1997, p. 71.
65. ↑  Schilling, 1994, p. 43.
66. 1 2  «【珍事】舞の海氏「行司の大失態と言われても仕方ない」まわし待ったに厳しい言葉「前代未聞」». Nikkan Sports (en japonés). 17 de julio de 2022. Consultado el 10 de noviembre de 2023.
67. ↑  Cuyler, 1979, p. 176.
68. 1 2 3 4  Hall, 1997, p. 75.
69. ↑  «水入りの一番で行司の木村寿之介が好判断 足の位置を塩でマーク、混乱避けた». Nikkan Sports (en japonés). 20 de noviembre de 2023. Consultado el 23 de noviembre de 2023.
70. ↑  «１場所で２度目の水入り 行司の木村隆男が寿之介式マーキングを実践した». Nikkan Sports (en japonés). 23 de noviembre de 2023. Consultado el 23 de noviembre de 2023.
71. ↑  Newton y Toff, 2000, p. 107.
72. ↑  Gunning, John (12 de enero de 2012). «Referee injured in fall; Hakuho wins». The Japan Times. Archivado desde el original el 16 de septiembre de 2021. Consultado el 13 de noviembre de 2023. (requiere suscripción).
73. ↑  «豊昇龍2人なぎ倒す!? 立行司の木村庄之助は平戸海の足が直撃→倒れて再度直撃の悲劇». Nikkan Sports (en japonés). 15 de mayo de 2024. Consultado el 17 de mayo de 2024.
74. ↑  «行司背中から落下、勝ち名乗り行えず／写真リプレー». Nikkan Sports (en japonés). 28 de marzo de 2021. Consultado el 13 de noviembre de 2023.
75. ↑  Buckingham, 1994, p. 71.
76. ↑  Schilling, 1994, p. 44.
77. 1 2  Buckingham, 1994, p. 72.
78. 1 2 3 4 5 6 7 8  Buckingham, 1994, p. 60.
79. 1 2 3 4 5 6 7 8 9  Buckingham, 1994, p. 61.
80. ↑  Newton y Toff, 2000, p. 18.
81. ↑  «一宮市浅井宿舎 稽古土俵 - 稽古場ができるまで 後編―土俵祭り». Heya Arashio (en japonés). 26 de junio de 2008. Consultado el 13 de noviembre de 2023.
82. ↑  Cuyler, 1979, p. 81.
83. 1 2  «大相撲の本場所前に開催される「土俵祭り」を紹介». Spaia Sports (en japonés). 8 de mayo de 2017. Consultado el 13 de noviembre de 2023.
84. 1 2  Nema, 2011, p. 132.
85. 1 2  Nema, 2011, pp. 136-137.
86. ↑  Kenrick, 1969, p. 97.
87. ↑  Cuyler, 1979, p. 13.
88. 1 2 3  Nema, 2011, p. 137.
89. ↑  Schilling, 1994, pp. 15-16.
90. ↑  Nema, 2011, pp. 137-138.
91. ↑  «東大生力士・須山が神送りの儀式に参加 緊張の面持ちで御神酒を捧げ三拍子で手打ちをして場所締め». Sports Nippon (en japonés). 22 de mayo de 2022. Consultado el 13 de noviembre de 2023.
92. ↑  «NHK総合テレビが「神送りの儀式」まで完全生中継！！ 無観客の大相撲春場所で…「これは激レア」». Chunichi Sports (en japonés). 22 de marzo de 2020. Consultado el 13 de noviembre de 2023.
93. ↑  Hall, 1997, pp. 56-59.
94. 1 2 3 4  Hall, 1997, p. 56.
95. ↑  «幕内土俵入りで行司がいない…２分近く"待った"の拍子木». Sports Nippon (en japonés). 17 de mayo de 2014. Consultado el 13 de noviembre de 2023.
96. ↑  «行司不在で土俵入り中断、錦太夫が平謝り». Nikkan Sports (en japonés). 16 de mayo de 2014. Consultado el 13 de noviembre de 2023.
97. ↑  Atsuo Tsubota. «大相撲見物便覧・十両・幕内土俵入り» (en japonés). Consultado el 13 de noviembre de 2023.
98. ↑  Nema, 2011, p. 48.
99. ↑  Atsuo Tsubota. «大相撲見物便覧・横綱土俵入り» (en japonés). Consultado el 13 de noviembre de 2023.
100. 1 2 3  Hall, 1997, p. 46.
101. 1 2 3 4 5 6 7 8 9 10 11 12 13  «ことば談話室 スポーツ相撲字と番付». The Asahi Shimbun (en japonés). 12 de septiembre de 2013. Consultado el 13 de noviembre de 2023.
102. 1 2 3 4 5 6 7 8 9 10  Iizuka, Saki (7 de noviembre de 2020). «大相撲の行司さんって土俵裁き以外に何をしている？». Archivado desde el original el 6 de junio de 2022.
103. 1 2  «大相撲の行司っていったい何なの？ その2». NHK (en japonés). 9 de marzo de 2022. Consultado el 14 de noviembre de 2023.
104. 1 2 3 4  «相撲用語集 - 番付». Asociación Japonesa de Sumo (en japonés). Consultado el 14 de noviembre de 2023.
105. ↑  «番付の書き手が木村要之助に春場所から代わっていた 木村容堂から16年ぶり戦後８人目の交代». Nikkan Sports (en japonés). 30 de marzo de 2023. Consultado el 13 de noviembre de 2023.
106. 1 2  Cuyler, 1979, p. 152.
107. ↑  «顔ぶれ言上». International Encyclopedia Britannica (en japonés). Consultado el 13 de noviembre de 2023 – vía Kotobank.
108. ↑  Hall, 1997, p. 54.
109. ↑  Nema, 2011, p. 56.
110. ↑  «Sumo: Top referee to resign over sexual harassment scandal». Kyodo News. 13 de enero de 2018. Consultado el 13 de enero de 2018.
111. 1 2  «式守伊之助が退職 昨年若手行司にセクハラ 名古屋場所は24年ぶり立行司不在に». Sports Nippon (en japonés). 31 de mayo de 2018. Consultado el 11 de noviembre de 2023.
112. ↑  «三役格行司の木村玉治郎が相撲協会に退職届を提出 師匠の立浪親方「本人の意志が固かった」». Nikkan Sports (en japonés). 30 de septiembre de 2023. Consultado el 30 de septiembre de 2023.
113. ↑  «立行司の41代式守伊之助が38代木村庄之助に昇進 庄之助空位9年で終了、在位は９カ月の見通し». Nikkan Sports (en japonés). 28 de septiembre de 2023. Consultado el 28 de septiembre de 2023.
114. ↑  Sasaki Ichiro [@Ichiro_SUMO] (30 de septiembre de 2023). «三役格行司の木村玉治郎さんが退職。 定年まであ と2年と少しにもかかわらず決断したのは、なぜ か。 28日に発表された人事で立行司への昇格が ならず、 不満を募らせたようです。» (tuit) (en japonés). Archivado desde el original el 30 de septiembre de 2023. Consultado el 4 de noviembre de 2023 – vía X/Twitter.
115. ↑  «十両格行司の木村勘九郎が後輩行司１人に暴力行為…腕をつねってあざ負わせる». Nikkan Sports (en japonés). 30 de enero de 2025. Consultado el 30 de enero de 2025.